# Turbonilla pesa
Turbonilla pesa är en snäckart som beskrevs av Dall och Bartsch 1910. Turbonilla pesa ingår i släktet Turbonilla och familjen Pyramidellidae. Inga underarter finns listade i Catalogue of Life.